# UEFA Champions League 2006/07 (1/8 finale) FC Porto - Chelsea
Deze pagina is een subpagina van het artikel UEFA Champions League 2006/07. Hierin wordt de wedstrijd in de 1/8 finale tussen FC Porto en Chelsea FC gespeeld op 21 februari nader uitgelicht.

## Wedstrijdgegevens
| Datum                | 21 februari 2007                      | 21 februari 2007                      |
| Stadion              | Estádio do Dragão, Porto              | Estádio do Dragão, Porto              |
| Toeschouwers         | 50.000                                | 50.000                                |
| Scheidsrechter       | Massimo Busacca SUI                   | Massimo Busacca SUI                   |
| Assistenten          | Matthias Arnet SUI Stéphane Cuhat SUI | Matthias Arnet SUI Stéphane Cuhat SUI |
| Vierde man           | Carlo Bertolini SUI                   | Carlo Bertolini SUI                   |
| Man van de wedstrijd | Ricardo Quaresma (FC Porto)           | Ricardo Quaresma (FC Porto)           |
|                      | FC Porto                              | Chelsea FC                            |
| Doelpunten           | 1                                     | 1                                     |
| Gele kaarten         | 1                                     | 4                                     |
| Rode kaarten         | 0                                     | 0                                     |
| Wissels              | 3                                     | 3                                     |
| Schoten op doel      | 5                                     | 3                                     |
| Schoten naast doel   | 3                                     | 10                                    |
| Overtredingen        | 9                                     | 17                                    |
| Hoekschoppen         | 3                                     | 4                                     |
| Buitenspel           | 6                                     | 1                                     |
| Strafschoppen        | 0                                     | 0                                     |
| Balbezit (tijd)      | 27 min                                | 29 min                                |
| Balbezit (%)         | 48%                                   | 52%                                   |

| FC Porto | 1-1            | Chelsea FC |
| 12' Raul Meireles | goals (assist) | 16' Andrij Sjevtsjenko |
| Jesualdo Ferreiria | coach          | José Mourinho |
| Helton Pepe Ricardo Quaresma Lucho González Lisandro López Bosingwa Fucile ( 65') Bruno Alves Raul Meireles ( 56') Paulo Assunção Hélder Postiga ( 77') | Opstellingen   | Petr Čech Claude Makélélé Michael Essien Ricardo Carvalho Andrij Sjevtsjenko ( 88') Frank Lampard Didier Drogba Michael Ballack Wayne Bridge Lassana Diarra John Terry ( 13') |
| Marek Čech ( 56') Bruno Moraes ( 65') Adriano ( 77') | Wissels        | Arjen Robben ( 13') ( 46') John Obi Mikel ( 46') Bruno Moraes ( 82') |
| 90' Pepe | gele kaarten   | 36' Claude Makélélé 42' Michael Essien 70' Petr Čech 82' Michael Ballack |
| | rode kaarten   | |